# ويس بانستر
ويس بانستر هو سياسي أمريكي، ولد في 11 أكتوبر 1936، وتوفي في 10 ديسمبر 2009. نشط حزبياً في الحزب الجمهوري.